# Amaurobius crassipalpis
Amaurobius crassipalpis là một loài nhện trong họ Amaurobiidae.
Loài này thuộc chi Amaurobius. Amaurobius crassipalpis được miêu tả năm 1870 bởi Canestrini & Pavesi.